# Бароко в Україні

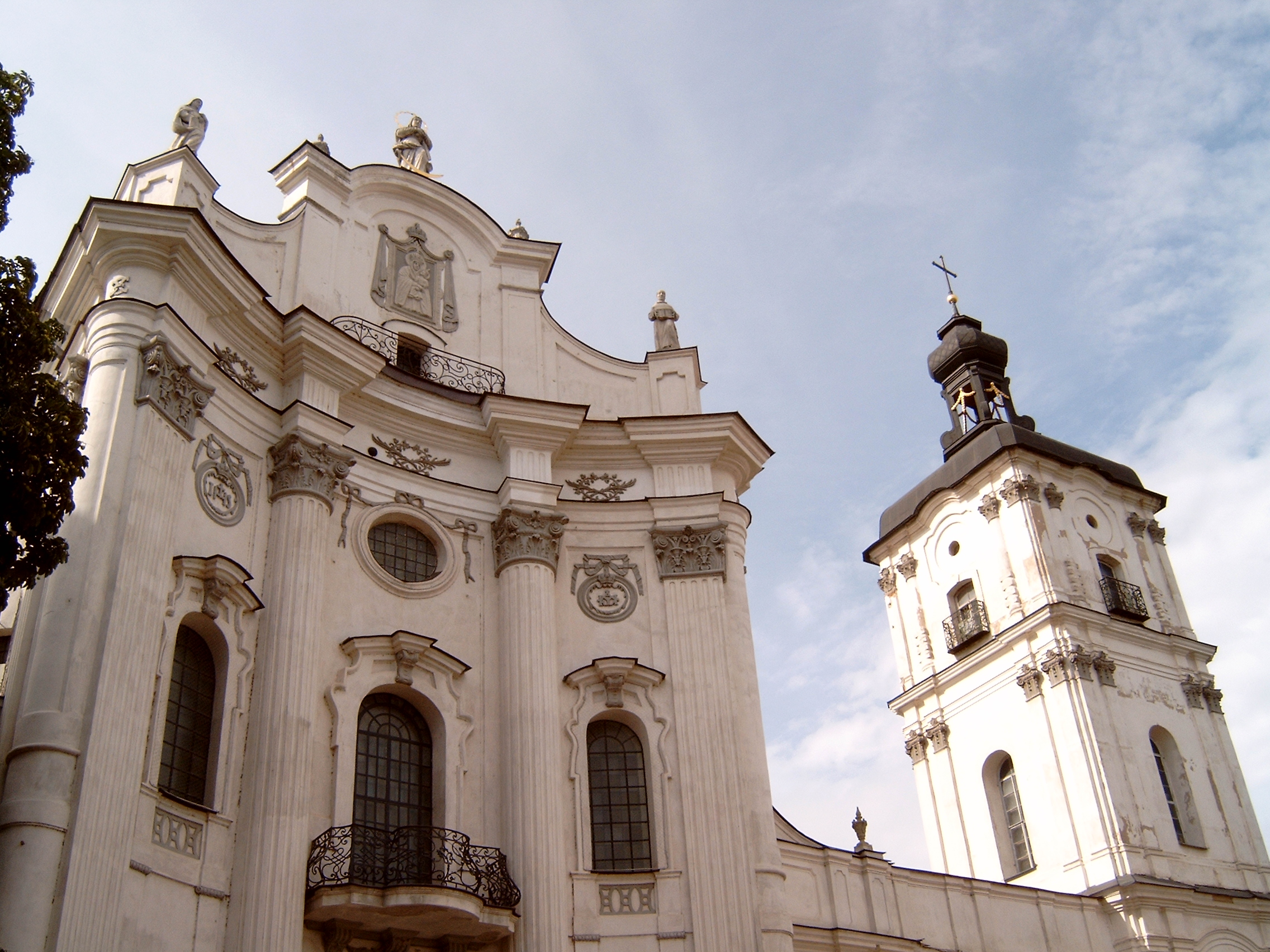
Бердичів, Монастир Кармелітів Босих

Бароко в Україні найбільше представлено в церковній архітектурі, значно менше в гравюрі, живописі й літературі. На сюжети стінописів впливала гравюра (західноєвропейська, у тому числі й доби маньєризму), а не навпаки. Архітектура відігравала домінуючу роль і залишила найбільшу кількість характерних зразків стилю в різних регіонах України. Дещо менше було зразків у скульптурі, тісно пов'язаній із храмовим будівництвом і різьбленням вівтарів. Яскравим зразком скульптури бароко була творчість Пінзеля та представників Львівської школи скульптури.
На Лівобережній Україні своє почесне місце посіла не скульптура, а різьблені вівтарі (бароковий вівтар Софії Київської, вівтар у церкві міста Глухів тощо).

## Раннє бароко XVII століття
Як архітектурний стиль, бароко почав формуватися в Україні в XVII столітті. Як і в західноєвропейських країнах, бароко в Україні мало два впливові джерела — бароко з Риму (визначного центра барокової стилістики взагалі) й архітектура доби маньєризму. Пишне й багате на ефектні рішення Римське бароко затьмарило існування архітектури маньєризму, що більш проявилася в будівництві периферійних центрів Італії (Палаццо дель Те і власний будинок у місті Мантуя, арх. Джуліо Романо, Порта Нуова, палаццо Помпеї, місто Верона, арх. Мікеле Санмікеле тощо).
На західноукраїнських землях  на зламі XVI–XVII століть виникає короткочасна суміш зі стилів маньєризму, ранішнього бароко і залишків пізнього відродження. Найяскравішим прикладом цієї суміші став головний фасад Бернардинського костелу в місті Львові. Щит-фронтон костелу — яскравий приклад стилю маньєризму на ренесансній основі (перший ярус). Якщо в гравюрі й живопису стиль маньєризму утримав свої позиції до початку XVIII століття, то в архітектурі він зникає під могутнім наступом римського бароко або його місцевих варіантів. У місті Жовкві, де переважала забудова доби Відродження, досить швидко виникають будівлі в стилі ранішнього бароко, оминаючи стилістику маньєризму взагалі. Бароко тяжіє до монументальних форм і позбавляється дріб'язків маньєризму (див. Каплиця Боїмів, західний фасад). Свій вплив на розвиток українського бароко мають і великі храмові споруди, які будують архітектори, запрошені із самої Італії.
- Місто Луцьк, Собор Святих Петра і Павла, 1606–1610, арх. Джакомо Бріано
- Місто Бар, Вінницька обл., Петропавлівський костел монастиря сестер бенедиктинок, костел з 1616 р.
- Місто Львів, Стрітенський костел, 1642 рік, арх. Джованні Баттиста Джизлені (під впливом церкви Св. Сусани в Римі, арх. Карло Мадерно, 1603 р.)
- м. Вінниця, костел єзуїтського монастиря, 1610–1617.
- Олика, Волинська обл., Колегіальний костел Св. Трійці, 1635–1640, арх. Бенедетто Моллі, Я. Маліверна

## Століття шедеврів бароко

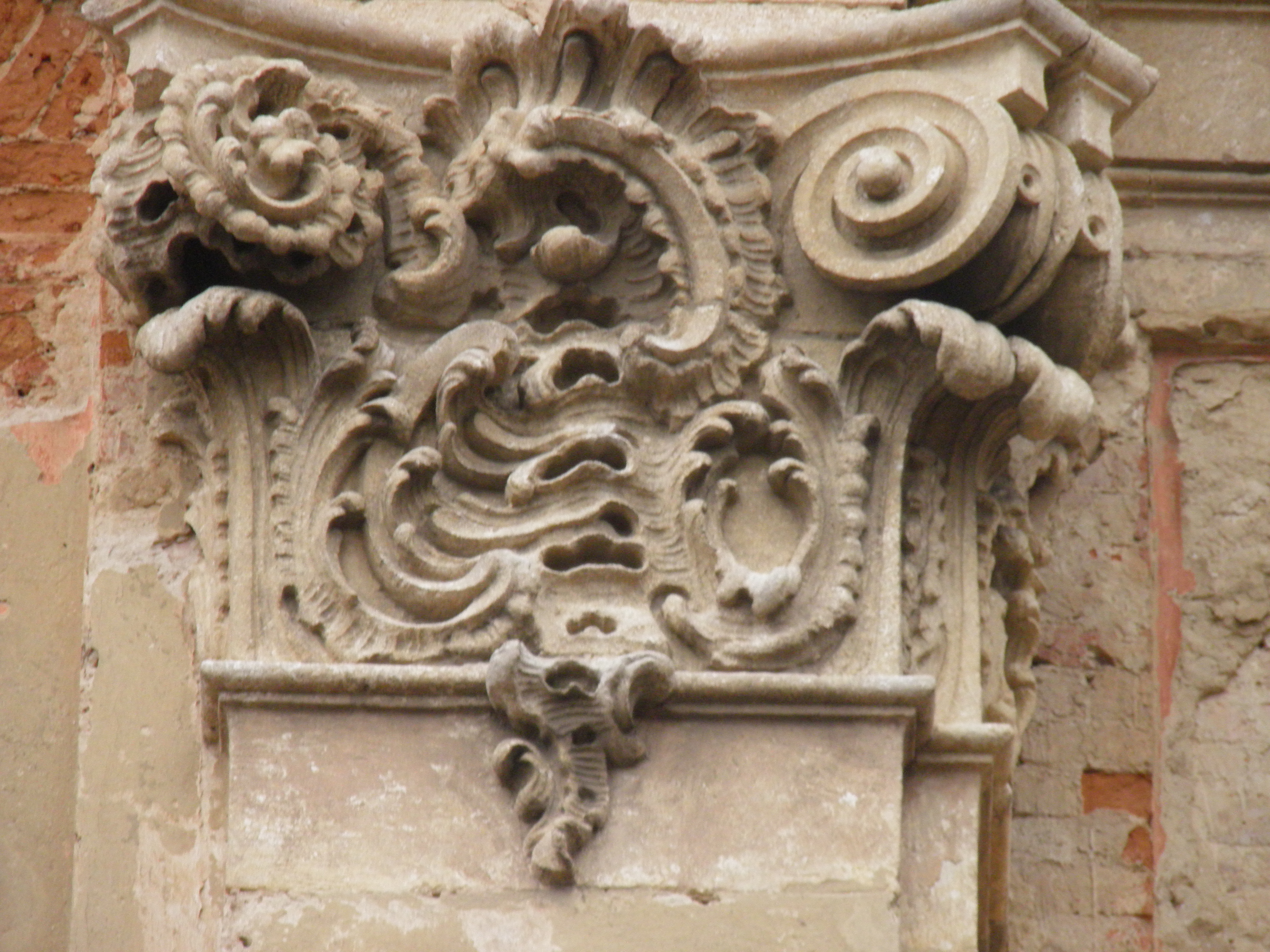
Барокова капітель у поруйнованому костелі Всіх Святих, Годовиця, Львівська область.

Учнівський період дуже швидко закінчився й поступився місцем століттю місцевих шедеврів. З кінця XVII століття до кінця XVIII століття в Україні виникло декілька споруд, що увійшли в золоту скарбницю архітектури бароко. Найкращі їхні зразки мали й досі мають містобудівне значення, зокрема, у Львові (греко-католицький собор святого Юра й латинський (катедра), домініканський костел Божого тіла, костел святого Антонія тощо), Бучачі (ратуша, церкви Покрови Пресвятої Богородиці та Чесного і животворящого Хреста, монастир василіян, парафіяльний костел, придорожні скульптури Богородиці та святого Яна Непомука), Почаєві (комплекс будівель Почаївської лаври, арх. Готфрід Гофман), Луцьк (комплекс монастиря бернардинів, арх. Павел Гіжицький), Крем'янці (колегіум Єзуїтів, арх. П. Гіжицький), Микулинці (костел Пресвятої Трійці, 1761–1779, арх. А. Мошинський), Монастир Кармелітів Босих (Бердичів), м. Вінниця, костел монастиря домініканців, 1624–1760, Костел Святого Йосипа та монастир отців Лазаритів, м. Ізяслав тощо.
На Лівобережній Україні поширене самобутнє українське (або козацьке) бароко: перебудовані Софія Київська, Михайлівський Золотоверхий монастир та Києво-Печерська лавра (Київ), збудовані Покровський собор (Харків), Катерининська церква, Успенський собор Єлецького монастиря (Чернігів), собори Густинського монастиря (Чернігівщина), Преображенський собор (Ізюм), дерев'яний Троїцький собор в Самар та ін. В Україні майже не виникло значних світських споруд з місцебудівним значенням як у палаців Версаль, Лувр, Цвінгер. Деяку роль відігравали лише Маріїнський палац у Києві, Чернігівський колегіум, палац князів Санґушків в місті Ізяслав (нині суцільна руїна), Підгорецький замок (реставрується) тощо.
Певних зусиль до розквіту українського бароко в архітектурі доклали іноземні (Войцех Лєнартович, кс. Павел Гіжицький, Растреллі Вартоломей, Паоло Фонтана, Йоганн Баптист Зауер, Йоган-Георг Шедель) й українські майстри (Григорович-Барський, Ковнір Степан Дем'янович тощо).
В архітектурі відрізняється від західноєвропейського бароко спокійнішими орнаментами та спрощеними формами. Стиль українського бароко продовжився до будівництва храму архієпископа Харківського Священномученика Олександра. Принципами українського бароко були пишність і своєрідне розташування частин деталей споруд, декоративність орнаменту і гра світлотіні, які підкреслювали переваги величезними площами кам'яних церков. Українські архітектори цього періоду намагалися поєднати в кам'яному храмовому будівництві європейські віяння мистецтва бароко з великими традиціями Київської Русі.

## Характер українського бароко
Мистецтво бароко в Україні, як і в інших країнах, було надзвичайно різноманітним і за тематикою, і за художніми засобами. В українській поезії цього напряму були і трагічні теми, і песимістична проблематика ілюзорності, плинності буття, але визначальною стала тема протистояння людини і смерті. Навіть загроза пекла не вважалася непереборною. Так, у п'єсі Григорія Кониського «Воскресіння мертвих» нездоланність сил життя порівнювалася з вічним відродженням Природи. У гравюрі Л. Крижоновича з гербом Лазаря Барановича ідея перемоги життя над смертю утверджується через зображення фенікса та квочки, що висиджує курчат, через образ черепів, крізь які проростають рослини, а смерть зображено як гілку, що прищеплена до могутнього дерева.
Тенденція героїзації буття в українському бароко в музиці відбилася в розвитку жанру гімну, який виходить за межі церковної музики та набуває світського забарвлення. Важливого значення для українського бароко набув образ світу як саду божого, квітучого космосу буття, що протистоїть хаосу необробленої землі. Ця алегорія стала центральною в низці трактатів та збірок проповідей (зокрема, «Виноград» С. Яворського та ін.).
Ідеї античного розуміння світу, світла розуму' та сонячна символіка яскраво відбилися у творах Феофана Прокоповича та Григорія Сковороди, українській бароковій архітектурі. Так, барокові маківки соборів оздоблювалися рипідами (золотими дисками), барокові споруди прикрашалися сонячними годинниками (зокрема в павільйоні фонтана «Самсон» на Подолі в Києві). Сонячна символіка використовувалася в українській гравюрі XVII ст., а світло розуму оспівувалося в бароковій поезії.
Сонячна барокова символіка ототожнювала світло з фаворським світлом, що символізувало самого Христа, а сонце як «око Всесвіту» — з Богом-Отцем. Водночас сонячна емблематика бароко сягала своїм корінням солярного культу предків українських землеробів та самих основ українського народного світогляду, у якому сонце асоціювалося з верховною першоосновою, вічністю, правдою, світлом розуму. Сонячна символіка поставала як органічний синтез образів, притаманних багатьом культурам, що відповідало бароковому мисленню з його «накладанням» культурних рис різних епох.
Вияви героїко-патріотичної теми в українському бароко, тематики життєствердного сприйняття дійсності та протистояння смерті можна оцінити як певну особливість українського барокового мистецтва, пов'язану насамперед із духовним «кліматом» епохи, її героїко-стоїчним духом.

## Бароко в Україні
Українське бароко істотно відрізнялося від західного. Не руйнуючи старих традицій, українське бароко тяжіло до симетрії в композиції, гармонії, цілісності, до вираження емоційного напруження, пафосу, величі, репрезентативності, інколи парадності, сполучаючи надмірну деталізацію структурних елементів із монументалізмом.
Українське бароко' поділяють на «високе», «середнє» та «низьке». Як вважають, «високе» бароко втілювало ідеали української верхівки. Прикладом цього може бути так званий гетьманський собор (перебудовані за сприяння Івана Мазепи Свято-Михайлівський собор, храм Св. Софії у Києві) — символ української державності. «Середнє» й «низьке» бароко творилося козацтвом, міщанством та селянством. Прикладом цих варіантів бароко є козацький собор (Свято-Троїцький собор у Новомосковську, Свято-Покровський собор у Харкові) — віддзеркалення неба на землі.
Українське бароко XVII століття нерідко називають козацьким, бо саме козацтво виявилося потужною культурною силою, причетною до духовних шукань свого часу та було носієм нового художнього смаку. Чимало видатних творів мистецтва того часу було створено на замовлення козацької старшини. З козацтвом були пов'язані і самобутній художній простір, самобутні художні цінності — козацькі думи, пісні, танці, літописи (зокрема, Григорія Граб'янки, Самійла Величка), ікони, собори тощо. Невипадково дуже популярним тоді стає образ козака — захисника Батьківщини, козака-бандуриста — носія української духовності.
Українське бароко позначено сполученням аскетичності та гедонізму, символічності та натуралізму, сповнено драматизму, театральності, ілюзіонізму, насичено емблематикою й алегоризмом, складними метафорами та ін. У художніх творах поєднуються язичницькі символи з християнськими, риторичний раціоналізм із надмірною екзальтацією тощо.
Вітчизняне «високе» бароко сповнене символами й цитатами-повчаннями: це мистецтво було моралізаторським за своєю природою (зокрема, трагедокомедії, панегірична поезія). Для «середнього» та «низького» бароко, що виявляється, зокрема, у народній творчості, характерними були чуттєвість, гумор та ліризм.
Художнє життя другої половини XVII–XVIII столітті в Україні вирізняється новими формами взаємодії між професійним мистецтвом і народною творчістю. Саме розвиток народної творчості в ті часи позначено підйомом, про що свідчить розквіт декоративно-прикладного мистецтва, музики, літератури, живопису тощо.
У той час у мистецтві формувався новий тип художника, який вирізнявся чуйністю до громадських потреб, завзятістю, усвідомленням суспільної значущості та складності своєї праці. Поряд з анонімними творами мистецтва все частіше з'являлися твори, що мали підпис автора.

## Церкви
Низка збережених храмів українського бароко включає:
- ансамбль Києво-Печерської Лаври, Софійського собору, Видубецького та Михайлівського золотоверхого монастиря в Києві;
- Покровський собор у Харкові;
- Церква св. Андрія в Києві;
- Троїцький собор у Чернігові;
- собор Полтави та ін.

Місцевими зразками живопису бароко є церковні розписи в Троїцькій надбрамній церкві Києво-Печерської Лаври.

## Галерея

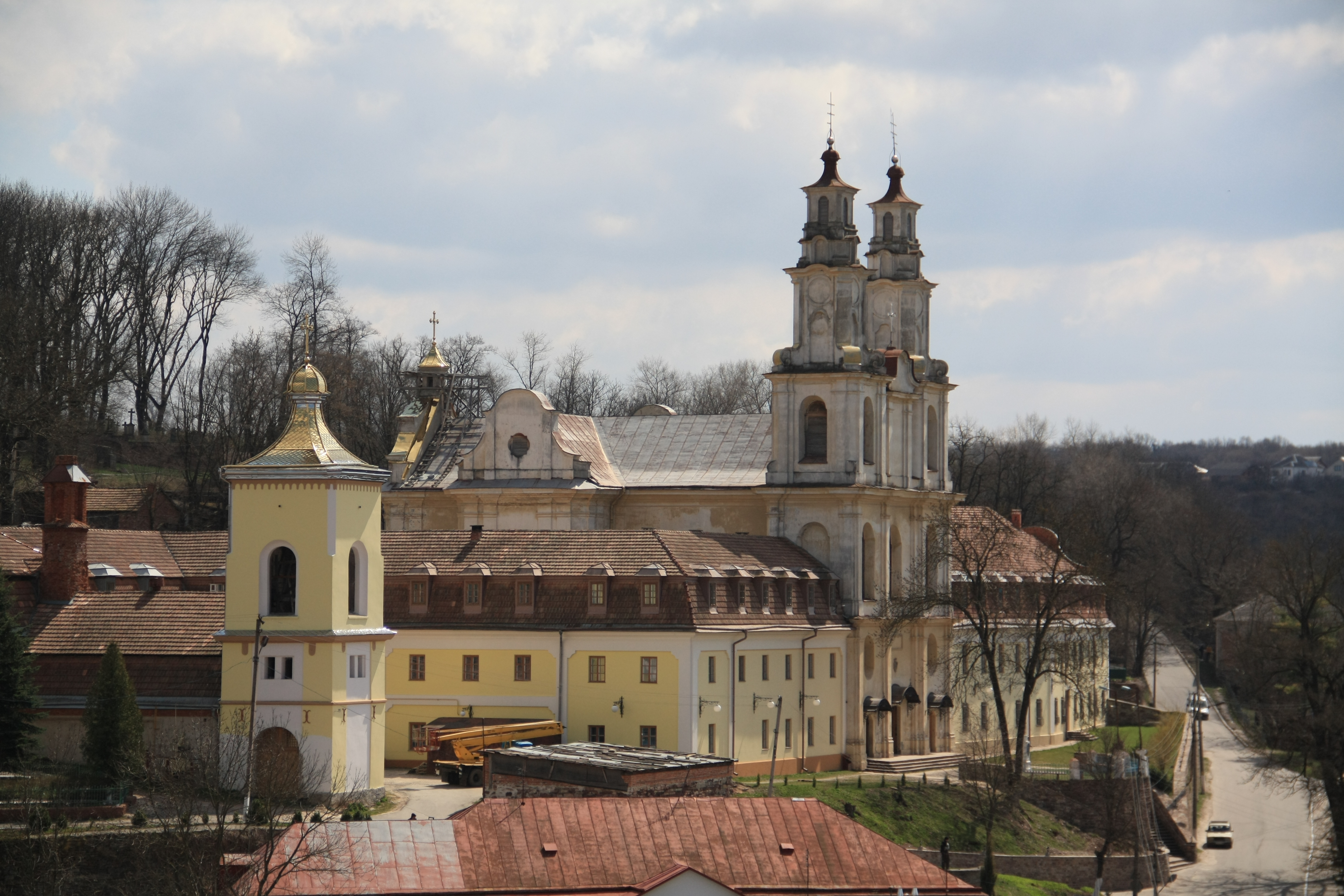
Бучацький монастир, вигляд від ратуші міста, фото 2009 р.

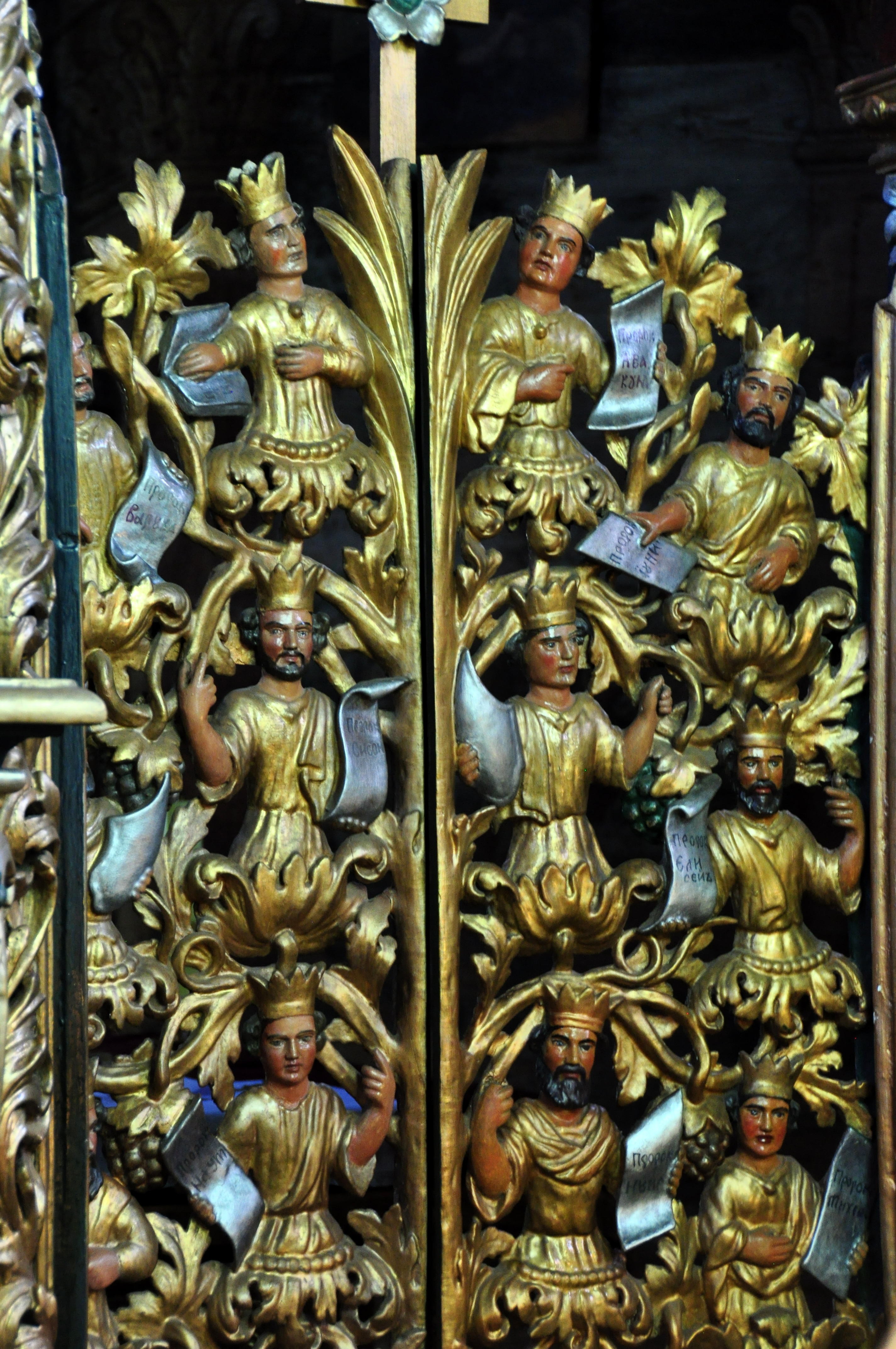
Церква Святої Трійці (Жовква). Царські врата. Різьблення Ігнатія Стобенського. Поч. 18 ст.

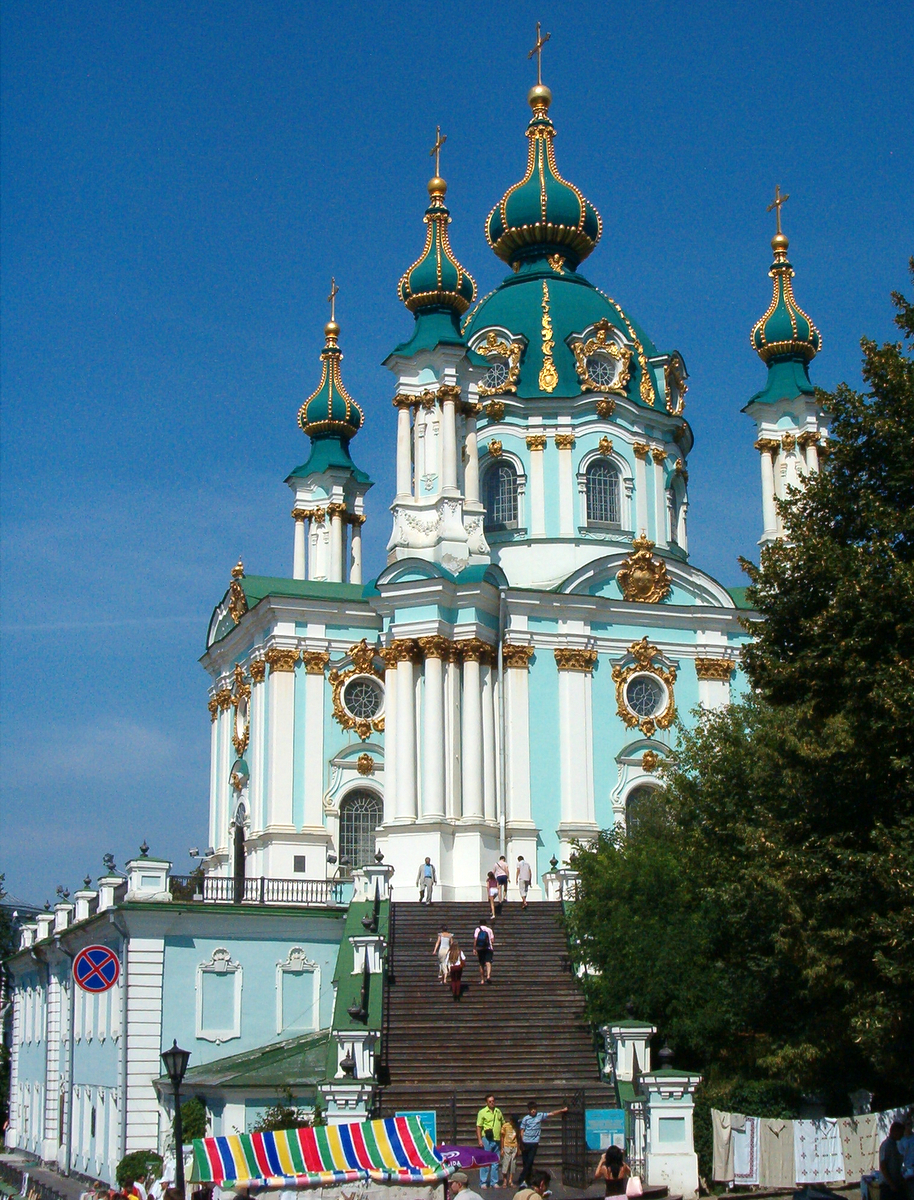
Церква Св. Андрія, Київ
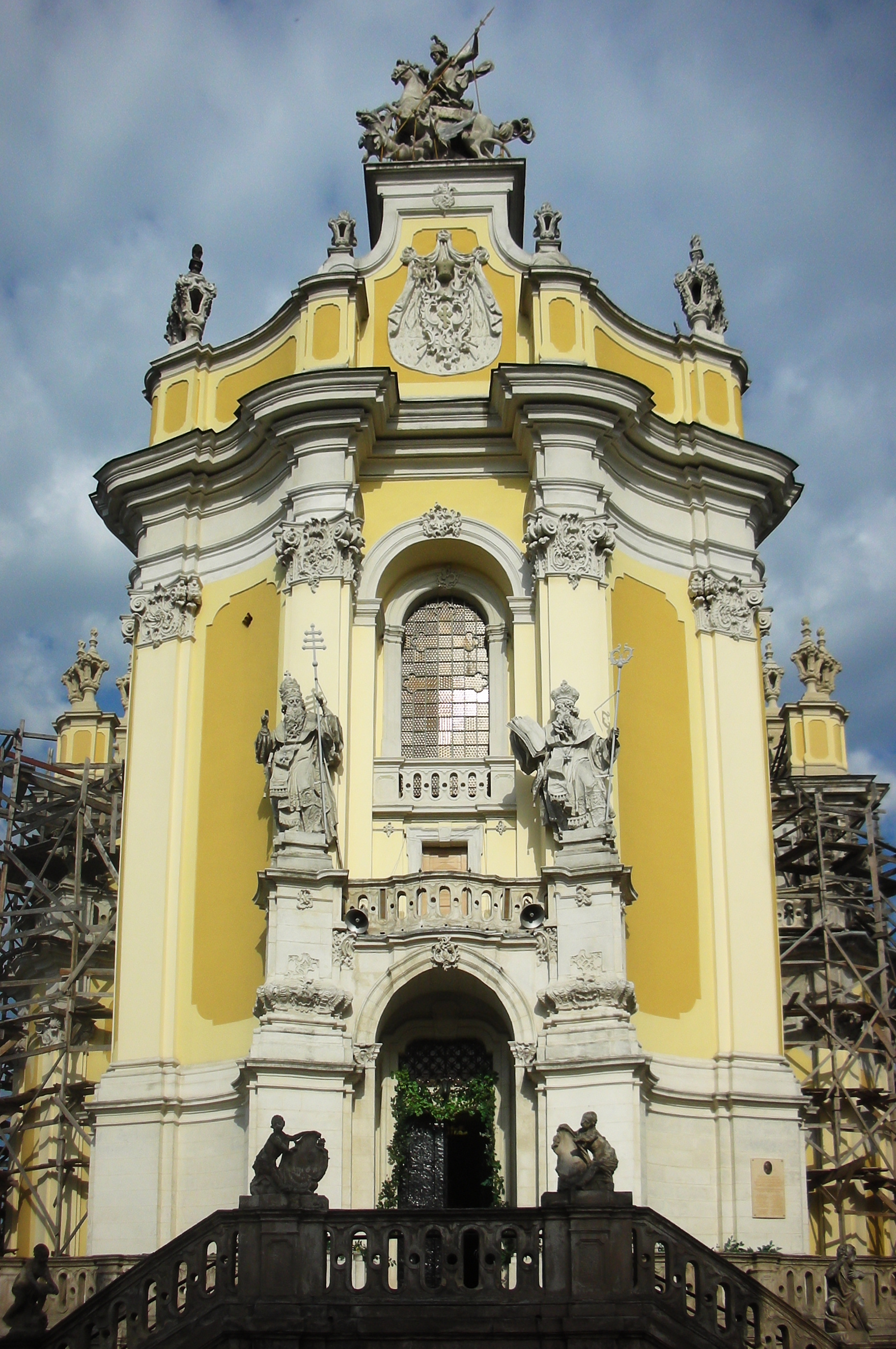
Собор святого Юра у Львові. Головний вхід у храм
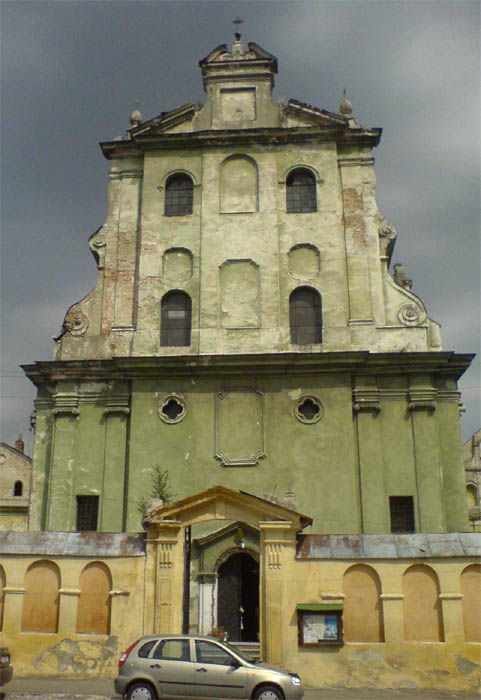
Жовква, Домініканський костел 17 ст. тепер храм святого великомученика Йосафата
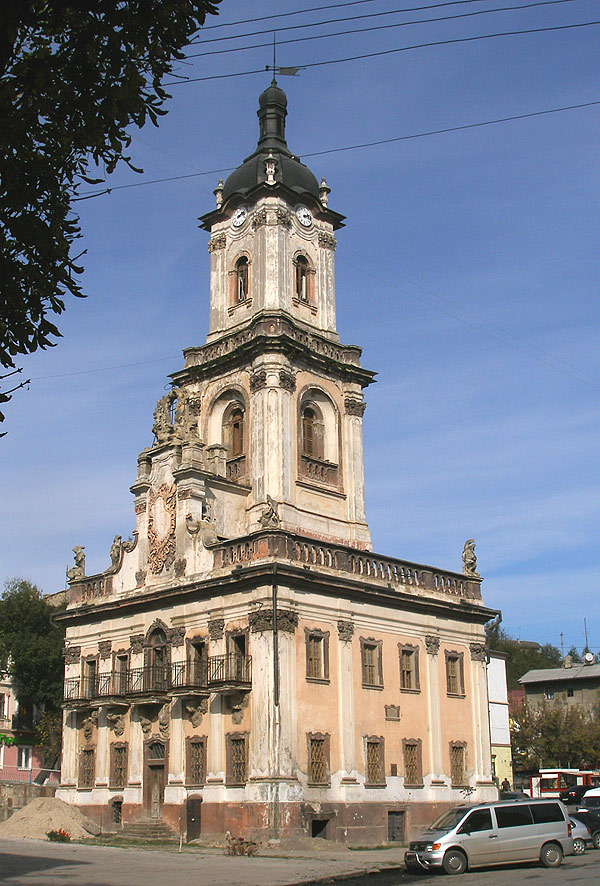
Ратуша в місті Бучач, 18 ст.
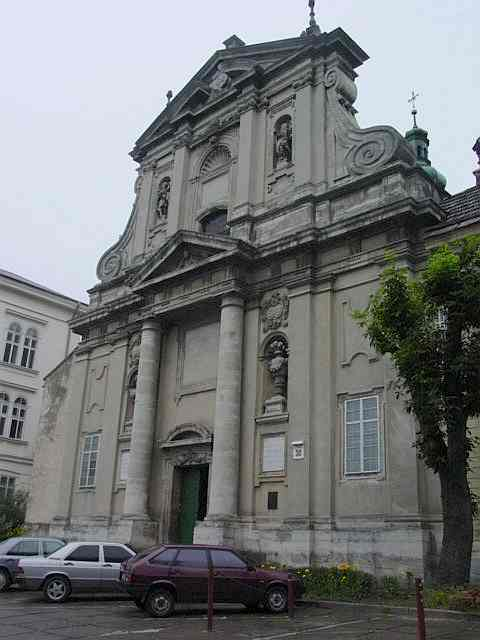
Костел Стрітення у Львові
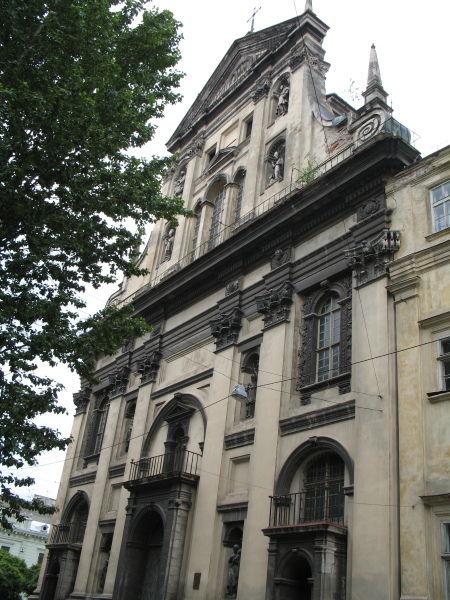
Фасад костелу єзуїтів у Львові
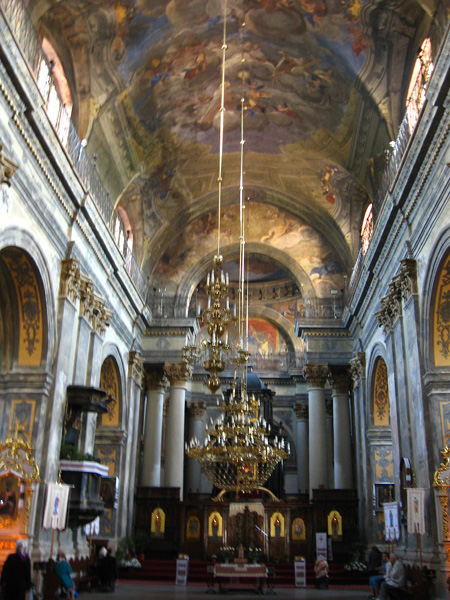
Інтер'єр костелу кармелітів босих
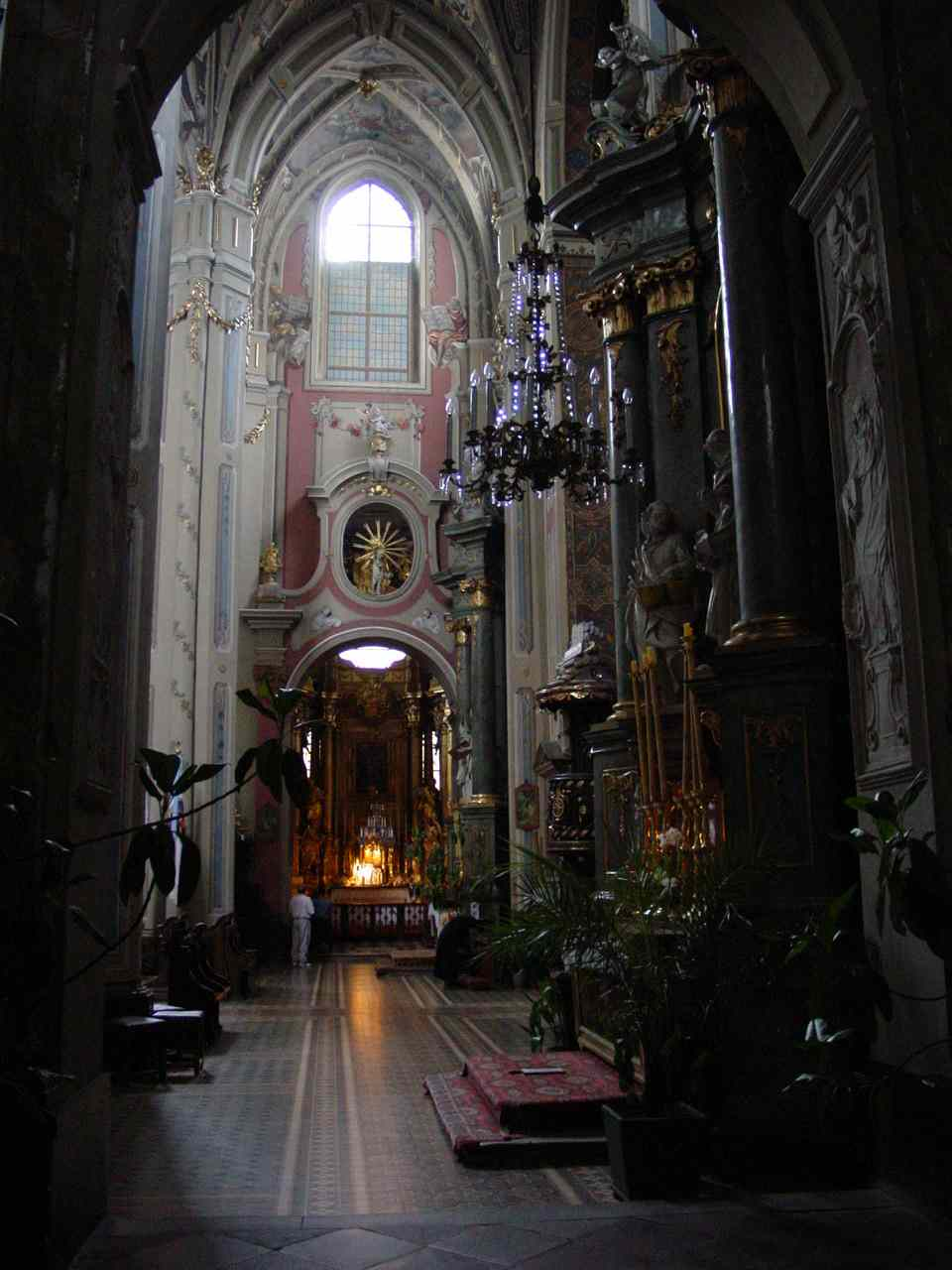
Бароковий інтер'єр Латинського собору
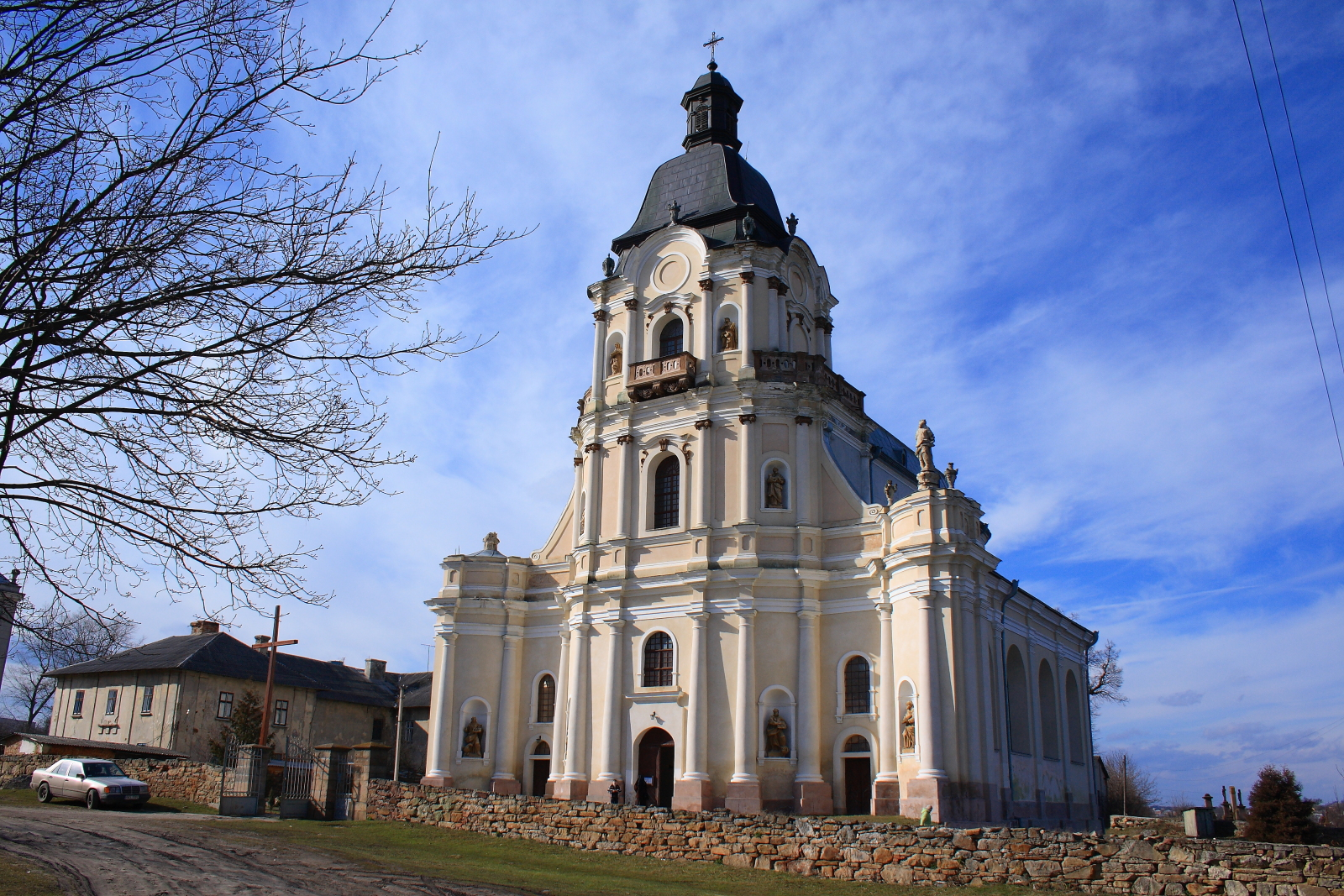
Бароковий костел у Микулинцях
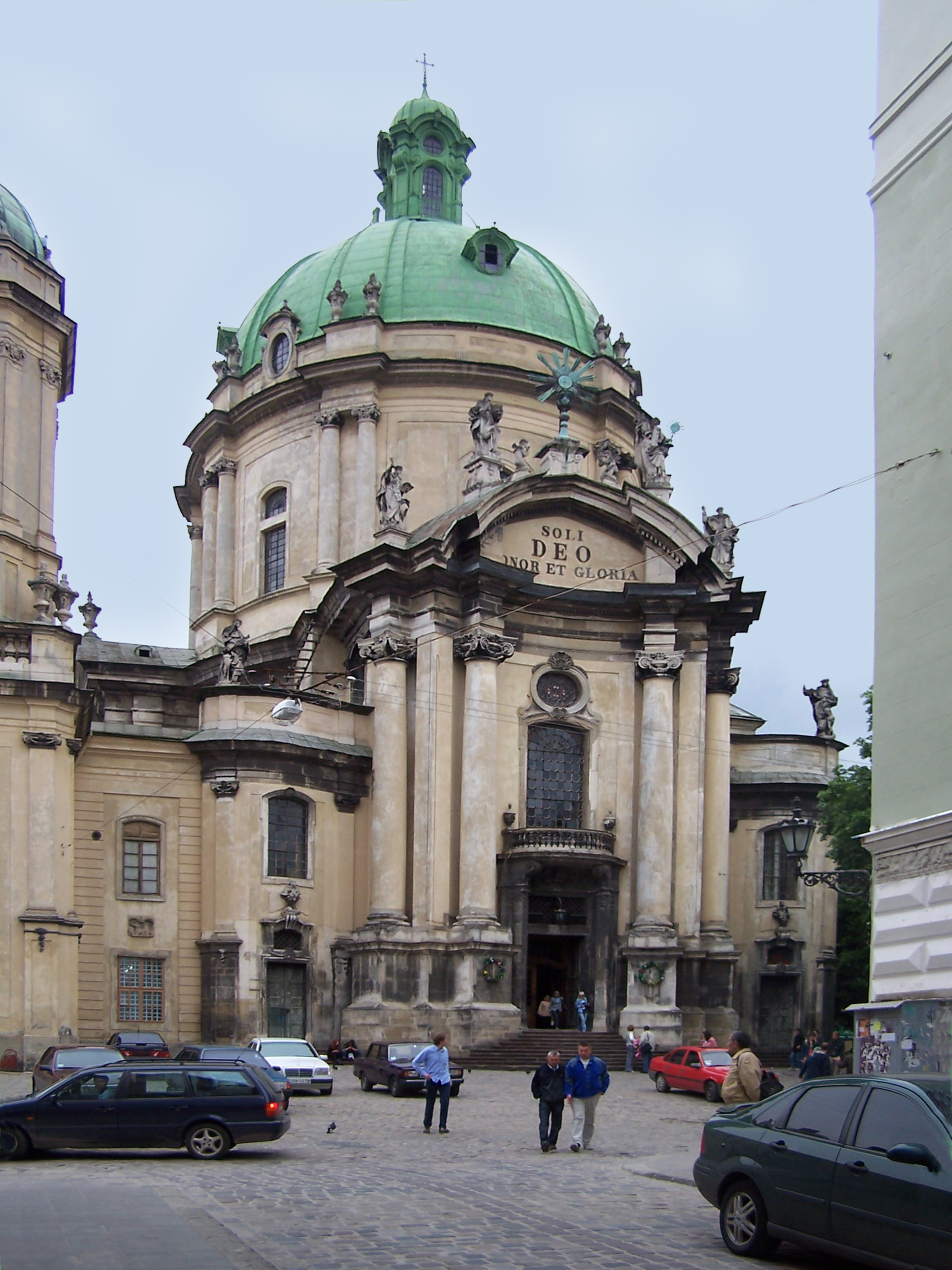
Домініканський костел
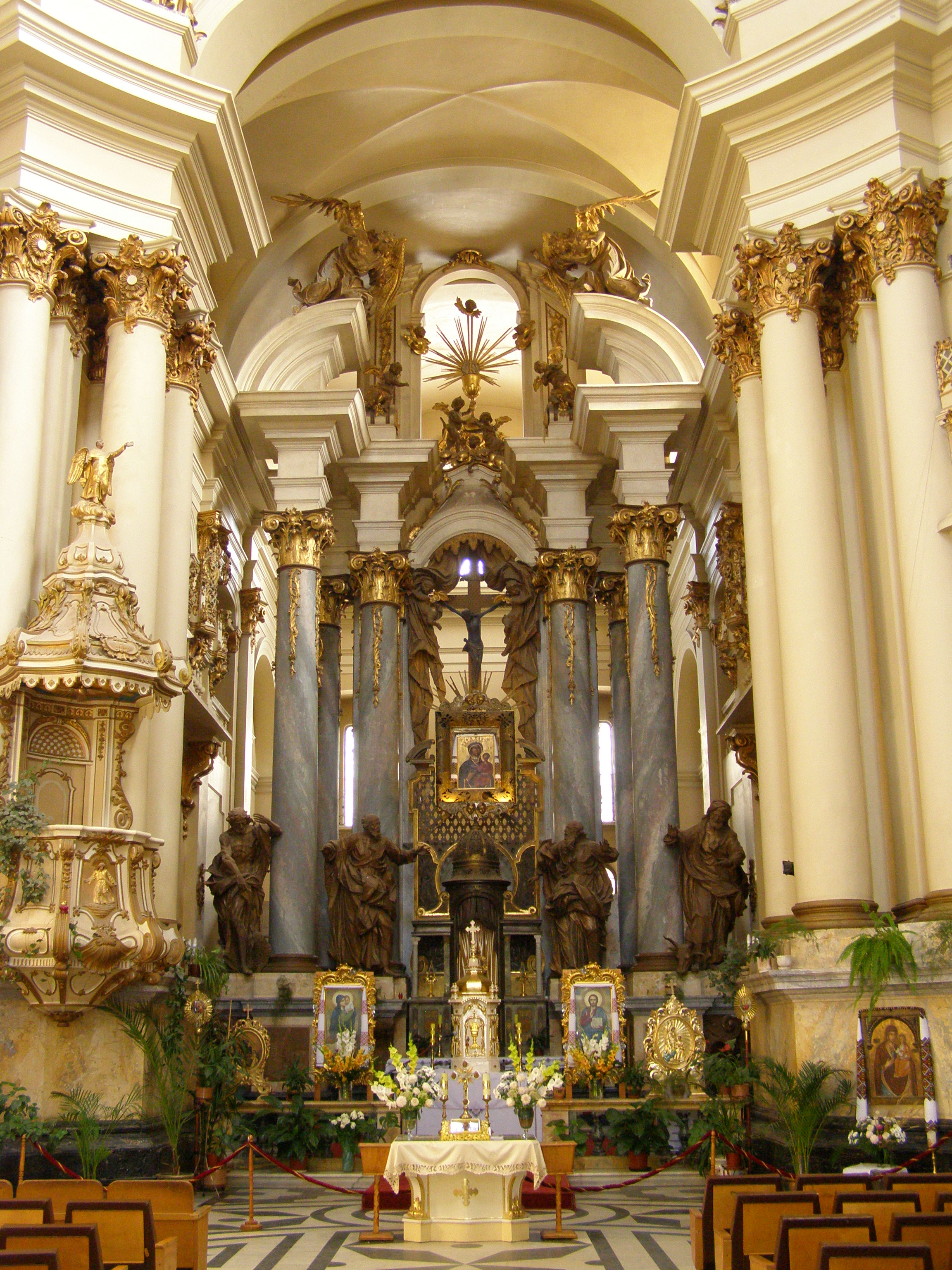
Головний вівтар домініканського костелу
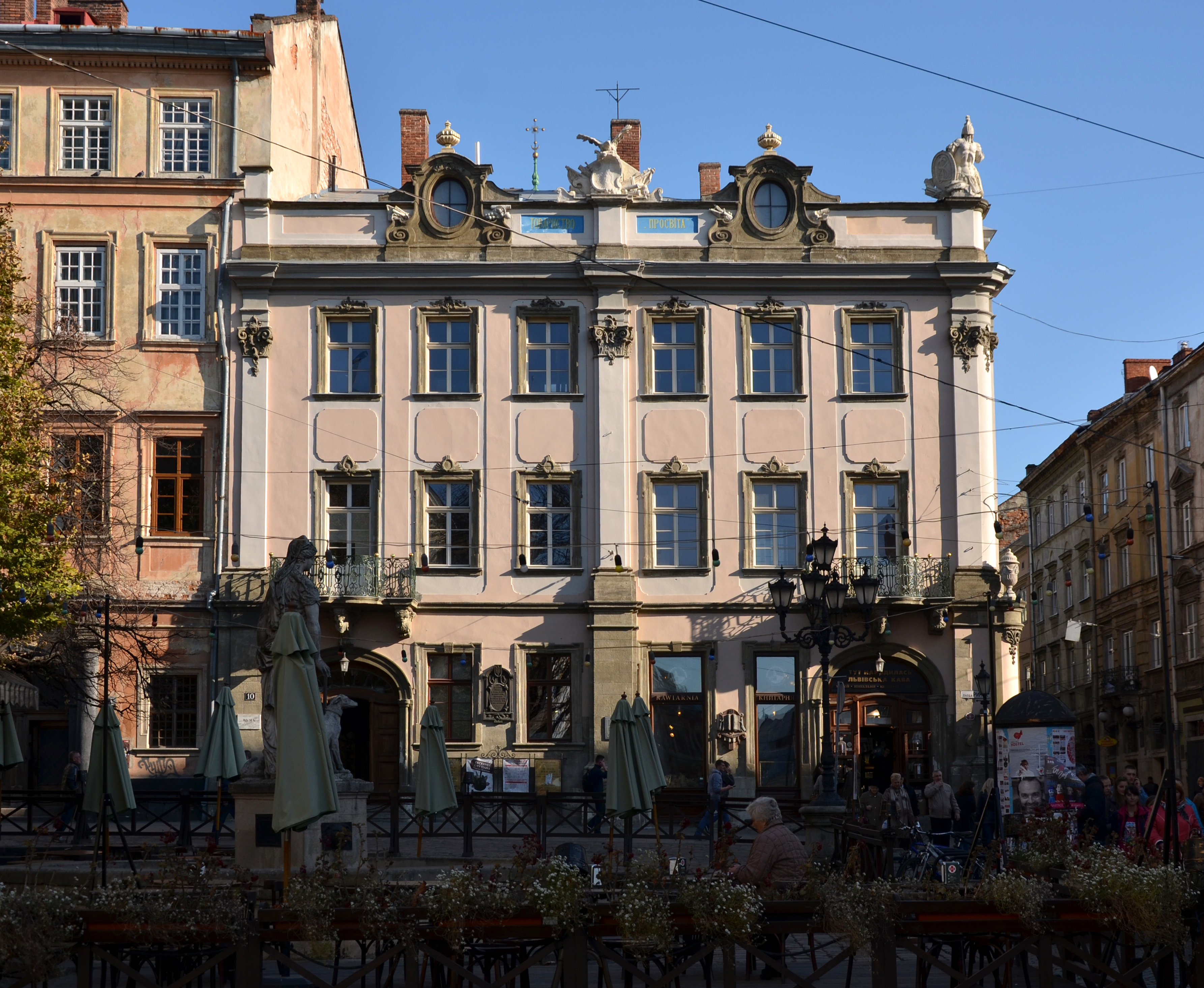
Бароковий палац Любомирських
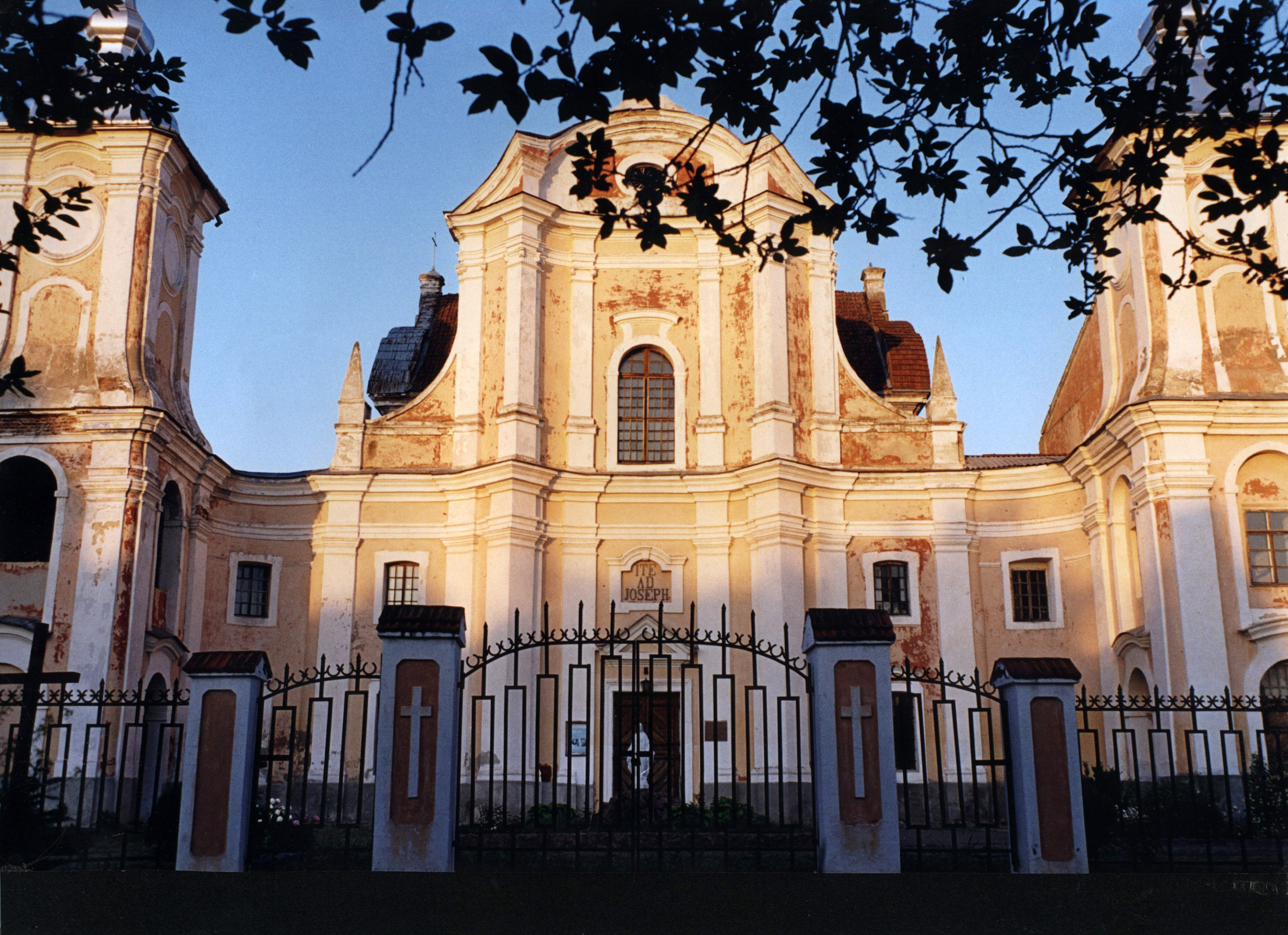
Костел Святого Йосипа та монастир отців Лазаритів, Ізяслав, Хмельницька область
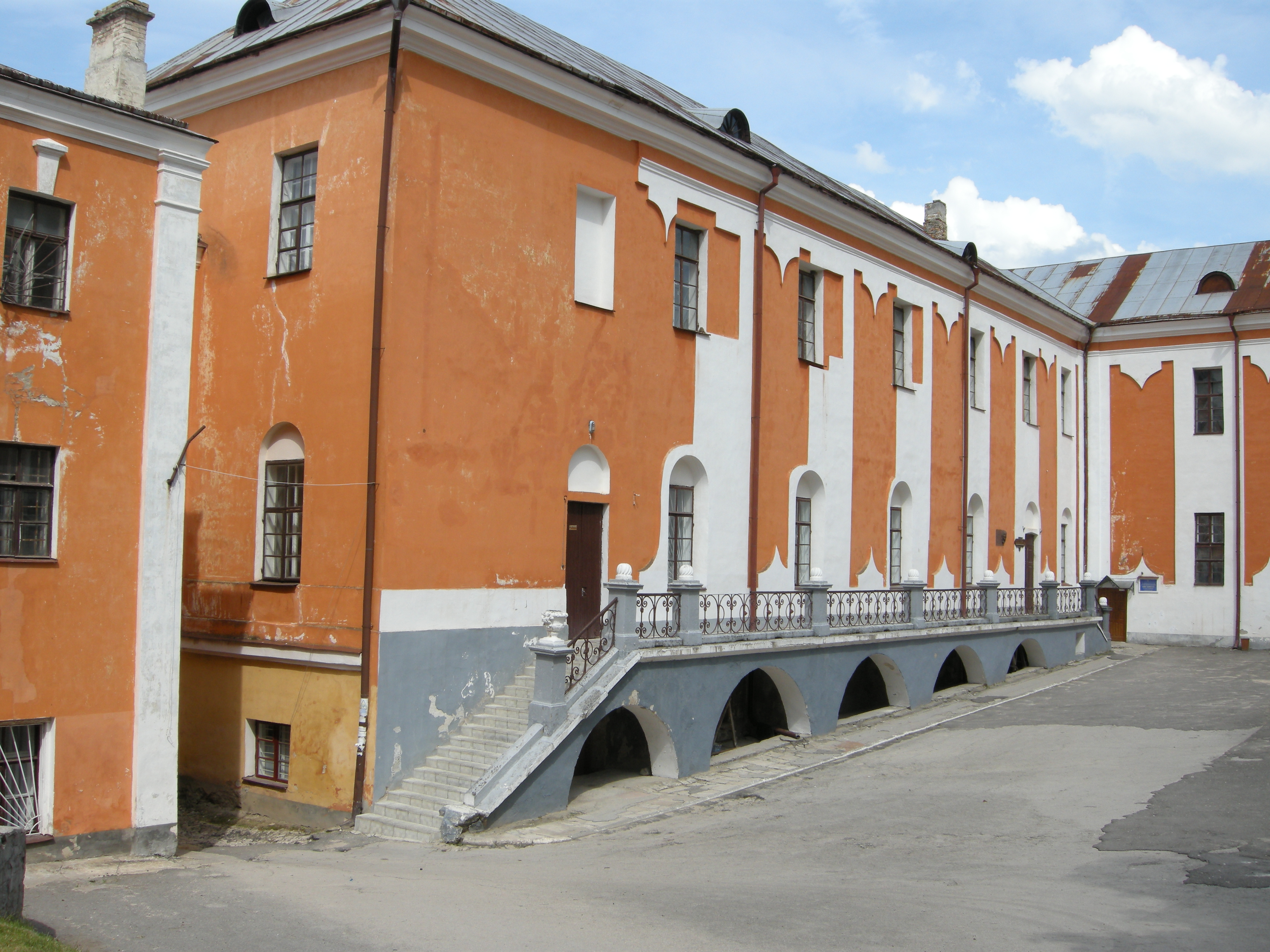
Арх. П. Фонтана, Єзуїтський колегіум і костел, в подальшому Кременецький ліцей, місто Кременець
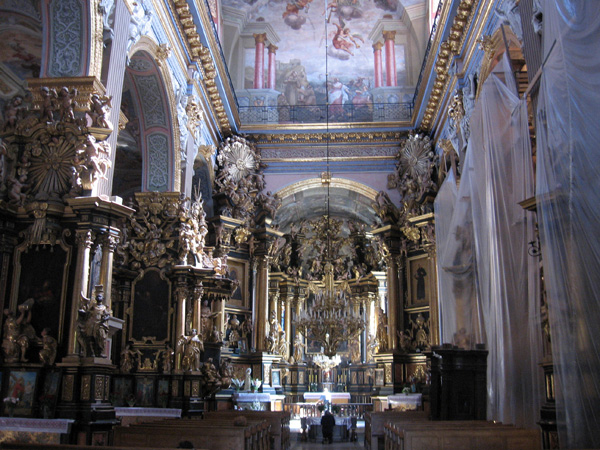
Бароковий інтер'єр костелу бернардинців
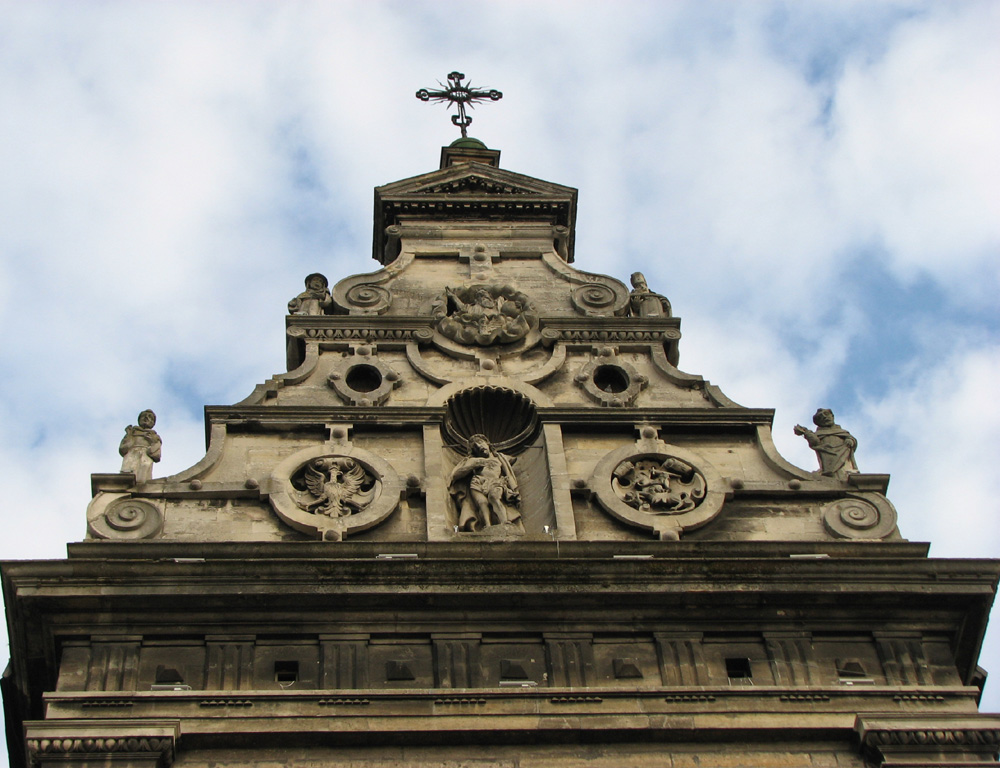
Фасад Бернардинського костелу, місто Львів
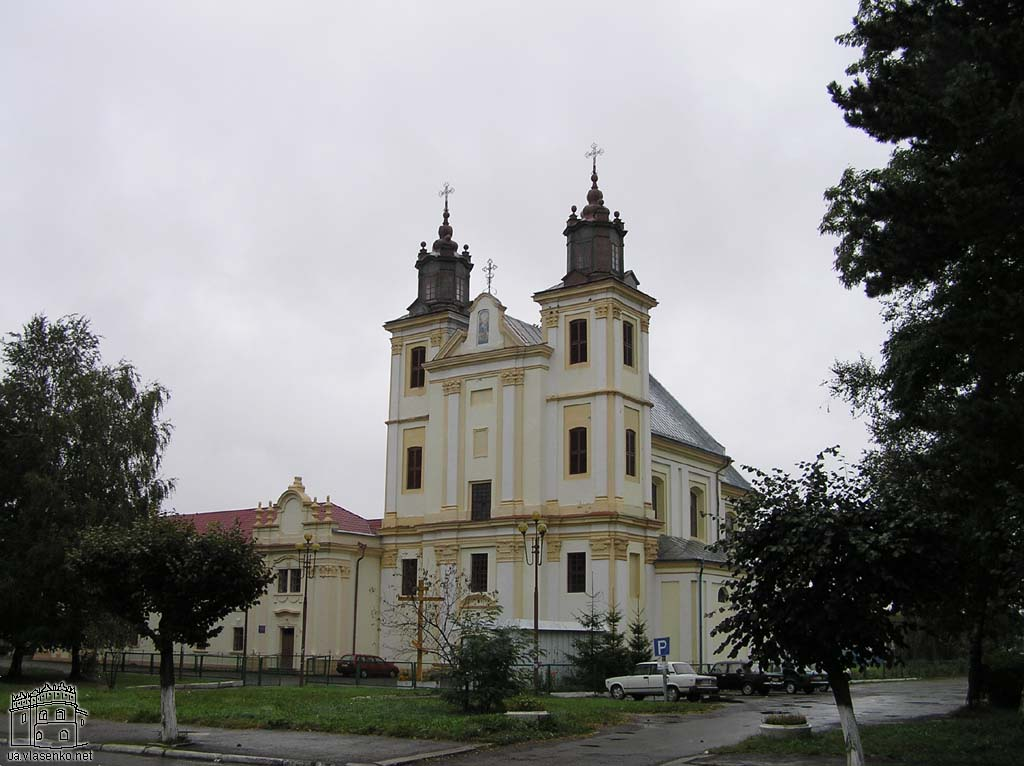
Домініканський монастир у Богородчанах.
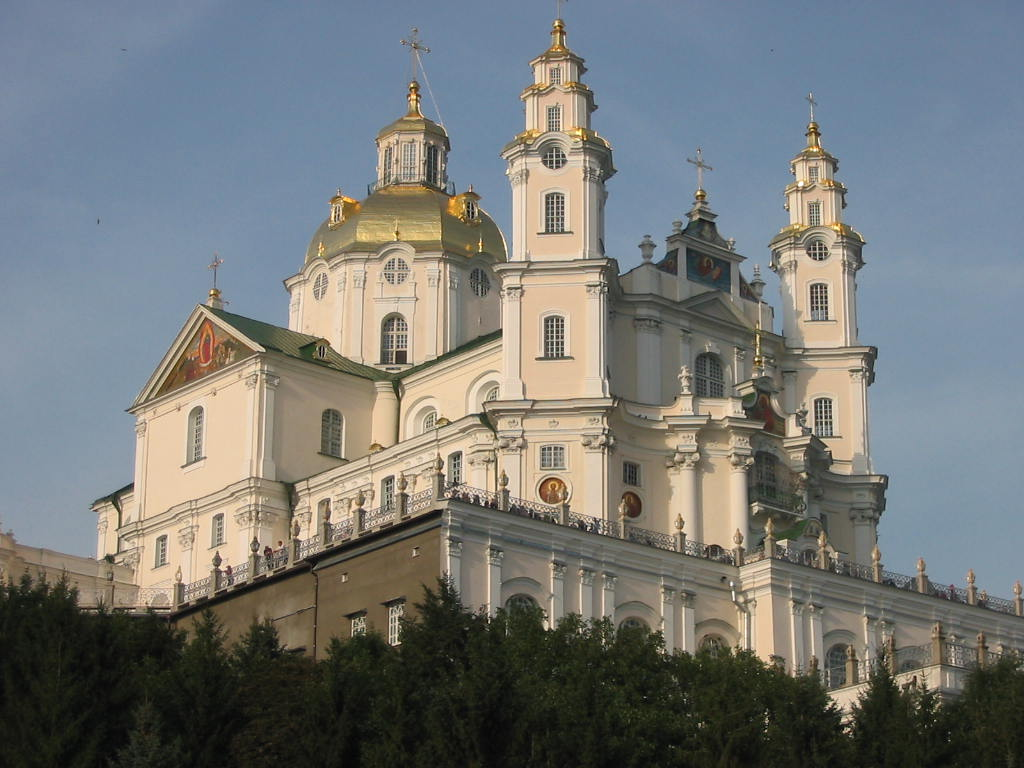
Почаївська лавра
Собор святого Юра у Львові
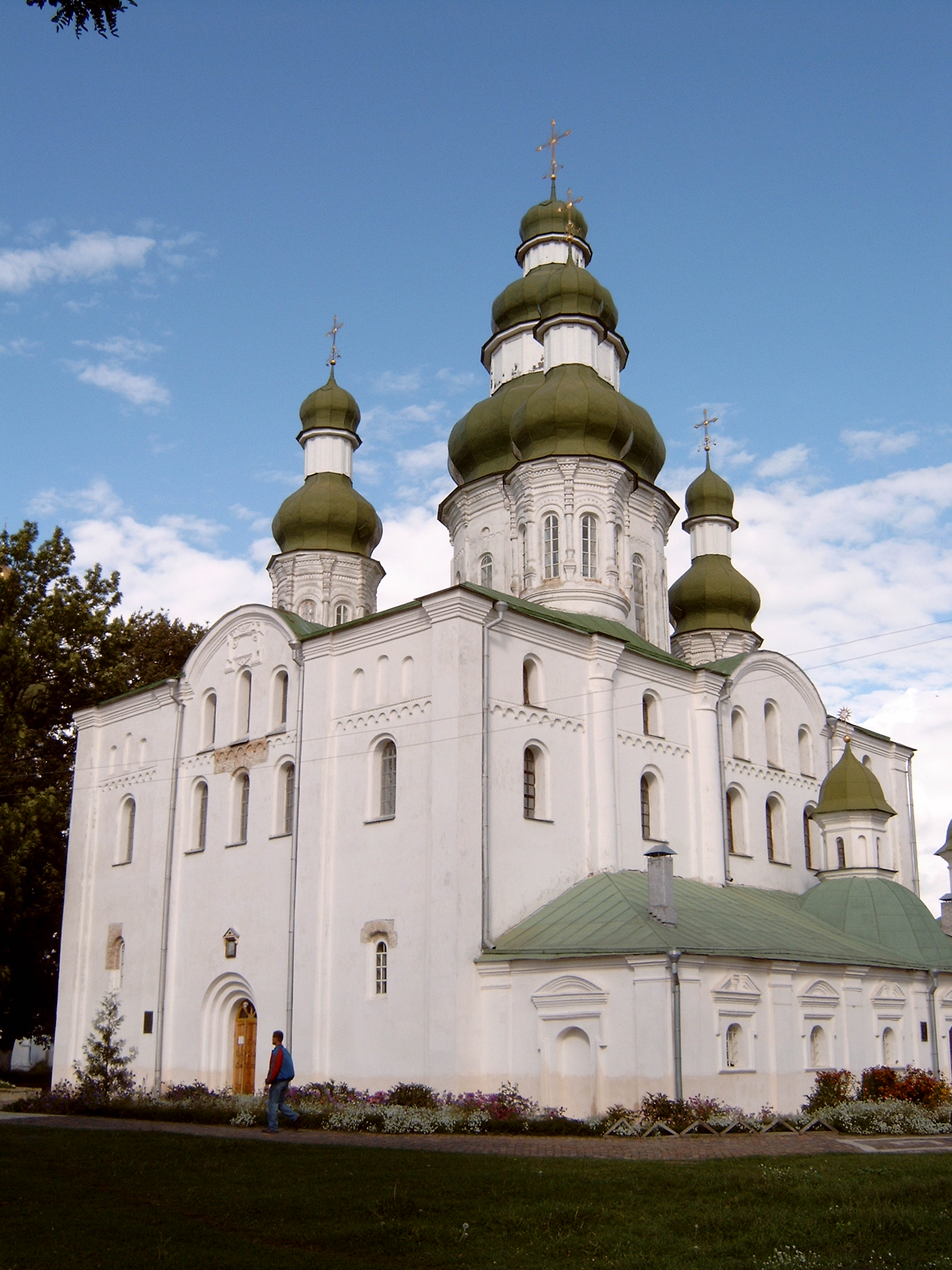
Чернігів, Успенський собор Єлецького монастиря